# Taraxacum spiculiforme
{{#ifeq:0|0|{{#if:Taraxacum spiculiforme|{{#if:|[[]}}|[[]]}}}}
Taraxacum spiculiforme — вид квіткових рослин родини айстрових (Asteraceae).

## Поширення
Ендемічна флора Ісландії.